# Poppenhausen (Baviera)
Poppenhausen è un comune tedesco di 4 114 abitanti, situato nel land della Baviera.